# ایوو یوسیپوویچ
ایوو یوسیپوویچ (به کروات: Ivo Josipović) سیاستمدار اهل کرواسی، دارای مدرک دکترای حقوق جزایی از دانشگاه زاگرب است که در سال ۲۰۱۰ به عنوان رئیس‌جمهور این کشور انتخاب شد.
یوسیپوویچ ابتدا یکی از اعضای حزب اتحادیه کمونیست‌های کرواسی بود و به عنوان نویسنده اساسنامه این حزب نقش اساسی در تحولات دموکراتیک در آن داشت. او سیاست را در سال ۱۹۹۴ ترک کرد، اما در سال ۲۰۰۳ به عنوان سیاستمدار مستقل بازگشت و از اعضای پارلمان شد. او علاوه بر سیاست به عنوان استاد دانشگاه، وکیل دادگستری، حقوقدان، موسیقی‌دان و آهنگساز مشغول به کار است.